# Ruedi Wild
Pour les articles homonymes, voir Wild.
Ruedi Wild, né le 3 avril 1982 à Richterswil, est un triathlète suisse, il remporte trois fois le championnat de Suisse (2011, 2012 et 2013).

## Biographie
Ruedi Wild est membre depuis l'année 2000  l'équipe nationale  de triathlon suisse et fait partie de l'équipe professionnelle Elite B-squad. En 2005 il participe aux championnats d'Europe dans la catégorie espoir (U23). En 2009 et 2010, il fait partie de l'équipe qui remporte le championnat du monde en relais mixte. En 2012, il se qualifie pour les Jeux olympiques de Londres avec Nicola Spirig, Daniela Ryf et Sven Riederer et prend la 39e place de la course olympique. En août 2013, il remporte pour la troisième fois consécutive le titre de champion de Suisse sur distance M (distance olympique). 
Ruedi Wild pratique également le duathlon avec succès, en 2015 il remporte pour la seconde fois le titre national.
En 2015 il se lance sur des distances plus longue qui lui réussissent bien dès la deuxième année, puisqu'il remporte l'Ironman 70.3 Italie et prend la troisième place du championnat d'Ironman 70.3 organisé en Australie.

## Palmarès
Le tableau présente les résultats les plus significatifs (podium) obtenus sur le circuit national et international de triathlon et de duathlon depuis 2007,.
| Année | Compétition                                        | Pays        | Position           | Temps           |
| ----- | -------------------------------------------------- | ----------- | ------------------ | --------------- |
| 2017  | Ironman 70.3 Taïwan                                | Taïwan      | Médaille d'or      | 3 h 42 min 55 s |
| 2017  | Ironman 70.3 Subic Bay                             | Philippines | Médaille d'or      | 3 h 48 min 24 s |
| 2017  | Ironman 70.3 Suisse                                | Suisse      | Médaille d'or      | 3 h 49 min 38 s |
| 2017  | Ironman Suisse                                     | Suisse      | Médaille d'argent  | 8 h 20 min 37 s |
| 2016  | Championnat du monde Ironman 70.3                  | Australie   | Médaille de bronze | 3 h 44 min 40 s |
| 2016  | Ironman 70.3 Italie                                | Italie      | Médaille d'or      | 3 h 59 min 3 s  |
| 2015  | Challenge Laguna Phuket                            | Taïwan      | Médaille d'or      | 3 h 54 min 45 s |
| 2015  | Ironman 70.3 Suisse                                | Suisse      | Médaille d'or      | 3 h 51 min 27 s |
| 2014  | Challenge Laguna Phuket                            | Taïwan      | Médaille d'or      | 4 h 2 min 43 s  |
| 2014  | 5150 St. Anthony's Triathlon                       | États-Unis  | Médaille d'or      | 1 h 46 min 46 s |
| 2013  | Championnat de Suisse                              | Suisse      | Médaille d'or      | 2 h 1 min 17 s  |
| 2013  | Challenge Laguna Phuket                            | Taïwan      | Médaille d'or      | 2 h 34 min 41 s |
| 2012  | Championnat de Suisse                              | Suisse      | Médaille d'or      | Timing          |
| 2012  | Challenge Laguna Phuket                            | Taïwan      | Médaille d'or      | 2 h 29 min 22 s |
| 2012  | 5150 Klagenfurt                                    | Autriche    | Médaille d'or      | 2 h 0 min 12 s  |
| 2011  | Championnat de Suisse                              | Suisse      | Médaille d'or      | Timing          |
| 2010  | Championnats du monde de triathlon en relais mixte | Suisse      | Médaille d'or      | 1 h 13 min 31 s |
| 2010  | Coupe du monde - l'étape de Huatulco               | Mexique     | Médaille d'argent  | 1 h 49 min 38 s |
| 2009  | Championnats du monde de triathlon en relais mixte | États-Unis  | Médaille d'or      | 1 h 20 min 56 s |
| 2009  | Coupe du monde - l'étape de Huatulco               | Mexique     | Médaille d'argent  | 1 h 59 min 32 s |
| 2007  | Coupe d'Europe - l'étape de Kuşadası               | Turquie     | Médaille d'or      | 1 h 54 min 13 s |

| Année | Compétition                        | Pays   | Position      | Temps           |
| ----- | ---------------------------------- | ------ | ------------- | --------------- |
| 2015  | Championnats de Suisse de duathlon | Suisse | Médaille d'or | 1 h 30 min 44 s |
| 2014  | Championnats de Suisse de duathlon | Suisse | Médaille d'or | 1 h 29 min 9 s  |